# David Schwimmer
David Lawrence Schwimmer (født 2. november 1966) er en Emmy-nomineret amerikansk skuespiller og instruktør. Han er særlig kendt for sin rolle som palæontologen Ross Geller i tv-serien Venner.

## Biografi

### Opvækst
David Schwimmer er født den 2. november 1966 i Astoria, Queens, New York, ind i en jødisk familie. Hans forældre hedder Arthur Schwimmer og Arlene Colman. Han har en ældre søster Ellie. De boede i Valley Stream på Long Island, indtil Schwimmer var 2 år. Han voksede op i Los Angeles, Californien, hvor han gik på Beverly Hills High School. På skolen var der en lærer der fik ham til at tage et kursus i teater og drama. Inspireret af erfaringerne på kurset kom han ind på Northwestern University, hvor han opnåede en bachelorgrad i drama. Sammen med 7 andre studenter, lavede han Chicago's Lookingglass Theatre Company.

### Karriere
I 1994 fik han rollen som Ross Geller i den amerikanske tv-serie  Venner. Han blev i 1995 nomineret til en Emmy i kategorien "Outstanding Supporting Actor in A Comedy Series", for sin præstation i serien. Det gjorde ham til den første person fra ensemblet, der fik en Emmy-nominering. Udover at spille med i serien har han også været med til at lave mange af afsnittene. Han har instrueret 10 afsnit og er i anerkendelse blevet kaldt "Snaro".
I seriens 10 år lange forløb, havde Schwimmer været med i flere film. Foruden rollen som Ross Geller, er han mest kendt for rollen som Kaptajn Herbert Sobel i den dramatiske mini-serie Kammerater i krig.
Schwimmer spillede sig selv i HBO-serien Curb Your Enthusiasm. Han har også været med i TV-serien Mine Glade 60'ere / The Wonder Years.

I 2007, fik Schwimmer sin debut som instruktør i den britiske komedie Run, Fat Boy, Run, produceret af Robert Jones og han var igen sammen med Simon Pegg til produktionen. Han har tidligere arbejdet sammen med Pegg i filmen Big Nothing og kort i Kammerater i krig. Han var på et tidspunkt på tale, til at instruere Simon Peggs og Nick Frosts nye projekt Paul.
Schwimmer lægger i 2005 stemme til giraffen Melman i den animerede film Madagascar.

### Privat
Schwimmer har været kæreste med Natalie Imbruglia og Mili Avital, (slog op i 2001) og Carla Alapont. Efter de slog op i 2003, blev han bl.a. sat sammen med Emmanuelle Perret.
Schwimmer deler sin tid mellem Chicago, New York og Los Angeles: hvor der i hans garager er parkeret en Range Rover og en 1976-Chevrolet Monte Carlo.
Schwimmer er i familie med So You Think You Can Dance-deltagerne Benji Schwimmer, Lacey Schwimmer og Heidi Groskreutz.
I 2007 begyndte Schwimmer og fotograf Zoe Buckman et forhold. 
Den 8. maj 2011 fik parret en datter, Cleo Buckman Schwimmer. 

## Filmografi
| År          | Titel                                | Rolle                       | Bemærkninger                        |
| ----------- | ------------------------------------ | --------------------------- | ----------------------------------- |
| 1989        | A Deadly Silence                     | Robert 'Rob' Cuccio         | Tv-film                             |
| 1991        | Flight of the Intruder               | Vagthavende officer         |                                     |
| 1992        | Crossing the Bridge                  | John Anderson               |                                     |
| 1992        | Mine Glade 60'ere / The Wonder Years | Michael                     | Tv-serie                            |
| 1993        | The Waiter                           | Ond tjener                  |                                     |
| 1993        | The Pitch                            | Vinnie                      |                                     |
| 1993        | NYPD Blue                            | Josh '4B' Goldstein         | 4 episoder i tv-serien              |
| 1993        | Twenty Bucks                         | Neil Campbell               |                                     |
| 1994        | Wolf                                 | Betjent, der jagter Randall |                                     |
| 1994        | Monty                                | Greg Richardson             | Tv-serie                            |
| 1994 - 2004 | Venner                               | Ross Geller                 | Tv-serie                            |
| 1995        | The O.C.                             |                             | Var med i afsnittet The Party Favor |
| 1996        | The Pallbearer                       | Tom Thompson                |                                     |
| 1997        | Breast Men                           | Dr. Kevin Saunders          |                                     |
| 1998        | The Thin Pink Line                   | Kelly Goodish / J.T.        |                                     |
| 1998        | Kissing a Fool                       | Max Abbit                   |                                     |
| 1998        | Since You've Been Gone               | Robert S. Levitt            | Tv-film                             |
| 1998        | Six Days Seven Nights                | Frank Martin                |                                     |
| 1998        | Apt Pupil                            | Edward French               |                                     |
| 1998        | It's The Rage                        | Chris                       |                                     |
| 2000        | Love & Sex                           | Jehova's vidne              |                                     |
| 2000        | Picking Up The Pieces                | Fader Leo Jerome            |                                     |
| 2001        | Kammerater i krig / Band of Brothers | Kaptajn Herbert Sobel       | Tv-miniserie                        |
| 2001        | Hotel                                | Jonathan Danderfine         |                                     |
| 2001        | Uprising                             | Yitzhak "Antek" Zuckerman   | Tv-film                             |
| 2005        | Duane Hopwood                        | Duane Hopwood               |                                     |
| 2005        | Madagascar                           | Giraffen Melman             | Stemme                              |
| 2005        | Curb Your Enthusiasm                 | Som sig selv                | Tv-serie                            |
| 2006        | Big Nothing                          | Charlie                     |                                     |
| 2007        | Run, Fat Boy, Run                    |                             | Debut som instruktør                |
| 2007        | 30 Rock                              | Jared a.k.a. Greenzo        | Tv-serie                            |
| 2008        | Madagascar 2: The Crate Escape       | Giraffen Melman             | Stemme                              |
| 2008        | Nothing But The Truth                | Ray Armstrong               |                                     |

## Awards & nomineringer
Emmy Award: 

- 1995: Nomineret: "Outstanding Supporting Actor in a Comedy Series" for: Venner

American Comedy Awards: 

- 1996: Nomineret: "Funniest Supporting Male Performer in a TV Series" for: Venner – Delt med Matthew Perry

Blockbuster Entertainment Awards: 

- 1999: Nomineret: "Favorite Supporting Actor – Comedy/Romance" for: Six Days Seven Nights

British Independent Film Awards: 

- 2007: Nomineret: "Douglas Hickox Award" for Run Fatboy Run

Razzie Awards: 

- 1997: Nomineret: "Worst New Star" – Delt med Jennifer Aniston, Lisa Kudrow og Matt LeBlanc

Satellite Awards: 

- 2002: Vandt: "Best Performance by an Actor in a Supporting Role in a Series, Miniseries or a Motion Picture Made for Television" for: Band of Brothers

Screen Actors Guild Awards: 

- 1999: Nomineret: "Outstanding Performance by an Ensemble in a Comedy Series" for: Venner – Delt med Jennifer Aniston, Courteney Cox, Lisa Kudrow, Matt LeBlanc og Matthew Perry
- 2000: Nomineret: "Outstanding Performance by an Ensemble in a Comedy Series" for: Venner – ---||---
- 2001: Nomineret: "Outstanding Performance by an Ensemble in a Comedy Series" for: Venner – ---||---
- 2002: Nomineret: "Outstanding Performance by an Ensemble in a Comedy Series" for: Venner – ---||---
- 2003: Nomineret: "Outstanding Performance by an Ensemble in a Comedy Series" for: Venner – ---||---
- 2004: Nomineret: "Outstanding Performance by an Ensemble in a Comedy Series" for: Venner – ---||---

TV Guide Awards: 

- 2000: Vandt: "Editor's Choice" – Delt med Jennifer Aniston, Courteney Cox, Lisa Kudrow, Matt LeBlanc, Matthew Perry, Jane Sibbett og John Christopher Allen

TV Land Awards: 

- 2006: Nomineret: "Most Memorable Kiss" for: Venner – Delt med Jennifer Aniston
- 2007: Nomineret: "Break Up That Was So Bad It Was Good" for: Venner – Delt med Jennifer Aniston